# Naval Sea Systems Command
Naval Sea Systems Command (förkortning: 'NAVSEA) är materielkommandot för fartyg i USA:s marindepartement.
Uppdraget består i att rita, ta fram och underhålla amerikanska örlogsfartyg, såväl ytstridsfartyg, ubåtar och olika former av stödfartyg och tillhörande system.

## Bakgrund
Naval Sea Systems Command bildades 1974, men dess uppdrag har skötts av olika organisationer sedan ämbetet som USA:s marinminister inrättades 1798. Från 1815 till 1842 stod materielverksamheten under en styrelse Board of Navy Commissioners, som skapades genom lag stiftad av kongressen för att avlasta marinministern. 
Från 1842 och fram till 1966 var materielverksamheten organiserad i olika byråer, de som var föregångare till NAVSEA var: 
- Bureau of Construction and Repair (BuC&R), 1862-1940.
- Bureau of Yards and Docks (BuDocks), 1862-1966.
- Bureau of Steam Engineering (BuSteam), 1862-1920.
- Bureau of Engineering (BuEng), 1920-1940.
- Bureau of Ships (BuShips), 1940-1966.

Bryåerna ersattes 1966 av systemkommandon, två av dessa Naval Ordnance Systems Command och Naval Ship Systems Command sammanfördes den 1 juli 1974.

## Organisation
Naval Seas Systems Command leds av en viceamiral och högkvarteret är beläget på Washington Navy Yard i Washington, DC. NAVSEA har för 2022 över 86 000 anställda och en budget på 36 miljarder amerikanska dollar, vilket motsvarar en fjärdedel av flottans sammanlagda budget.
Naval Reactors är unik i och med att det leds av en fyrstjärnig amiral och parallellt ingår som en en enhet i NAVSEA, i OPNAV (flottans högkvartersstab) samt i National Nuclear Security Administration i USA:s energidepartement.

### Egna varvsanläggningar

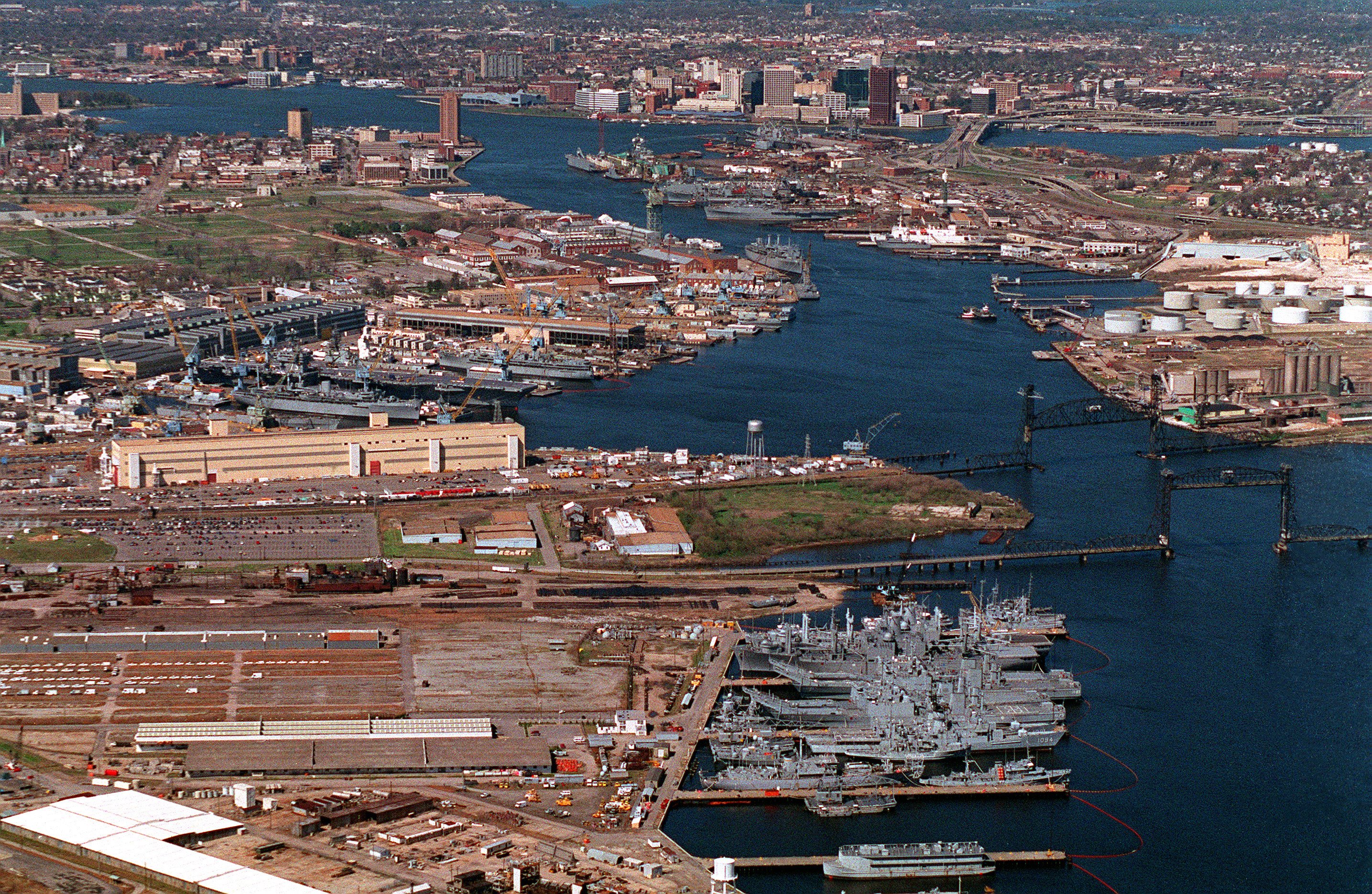
Flygbild över Norfolk Naval Shipyard från 1995.

De fyra offentligägda anläggningarna som ingår i NAVSEA används primärt för fartygsunderhåll samt som uppställningsplats för avställda fartyg.
- Norfolk Naval Shipyard – Portsmouth, Virginia
- Portsmouth Naval Shipyard – Kittery, Maine
- Pearl Harbor Naval Shipyard – Hawaii
- Puget Sound Naval Shipyard – Bremerton, Washington

### Representation på externa varv
NAVSEA har sammanlagt 1 400 representanter på de fyra privatägda varven som bygger örlogsfartyg.
- SUPSHIP Groton – General Dynamics Electric Boat, Groton, Connecticut
- SUPSHIP Bath – Bath Iron Works, Bath, Maine
- SUPSHIP Gulf Coast – Ingalls Shipbuilding, Pascagoula, Mississippi
- SUPSHIP Newport News – Newport News Shipbuilding, Newport News, Virginia

### Warfare Centers
NAVSEA förfogar över 10 Warfare Centers som används för forskning och utveckling, varav två fokuserar på undervattensverksamhet.

#### Naval Surface Warfare Centers (NSWC)

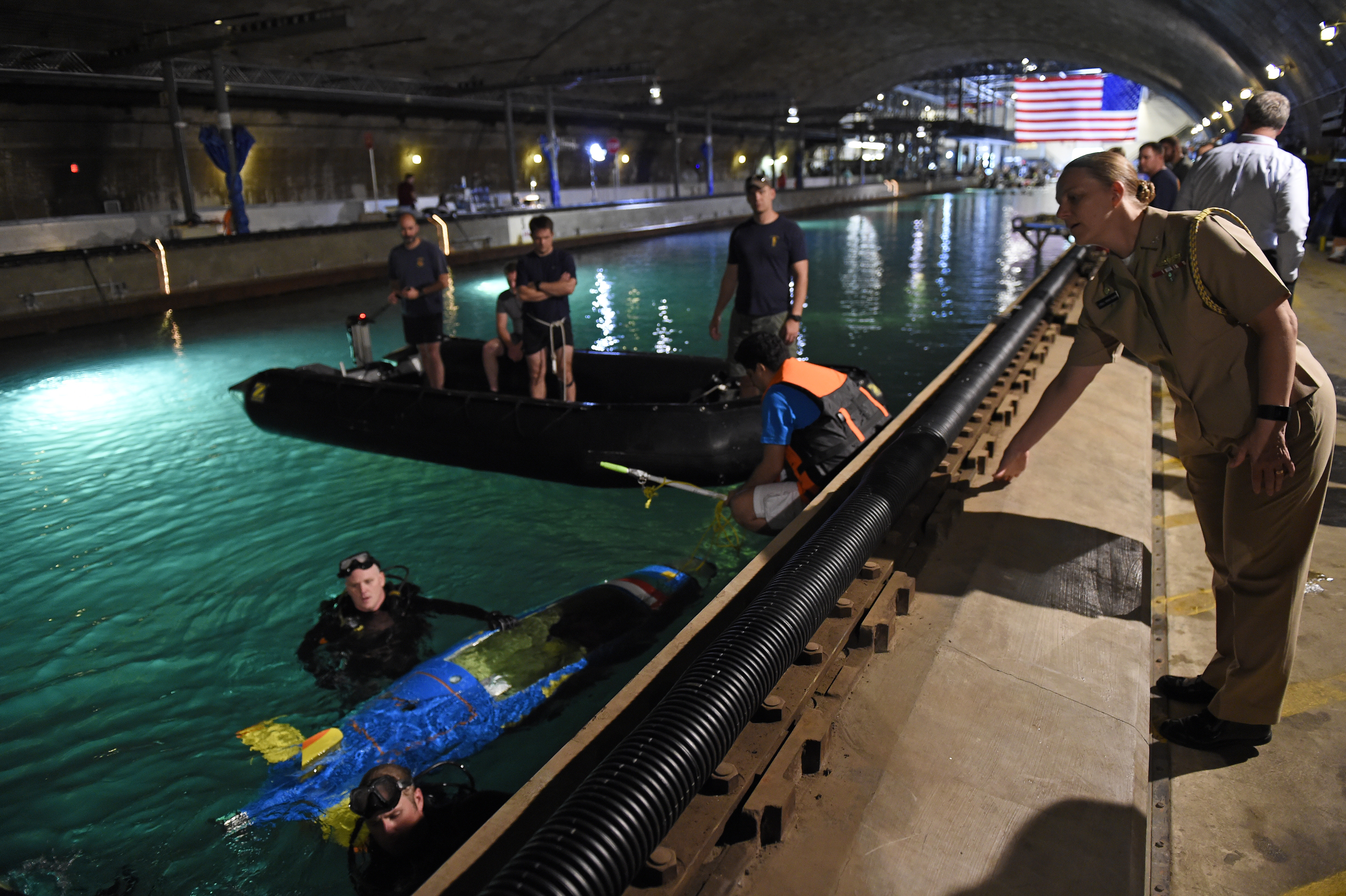
David Taylor Model Basin, Naval Surface Warfare Center Carderock Division.

- NSWC Carderock Division – Carderock, Maryland
- NSWC Corona Division – Norco, Kalifornien
- NSWC Crane Division – Crane, Indiana
- NSWC Dahlgren Division – Dahlgren, Virginia
- NSWC Indian Head Division – Charles County, Maryland
- NSWC Panama City Division – Panama City, Florida
- NSWC Philadelphia Division – Philadelphia, Pennsylvania
- NSWC Port Hueneme Division – Port Hueneme, Kalifornien

#### Naval Undersea Warfare Center (NUWC)
- NUWC Keyport Division – Keyport, Washington
- NUWC Newport Division – Newport, Rhode Island